# Landesregierung Ilg IV
Die Landesregierung Ilg IV war die von 1959 bis 1964 tätige Vorarlberger Landesregierung. Sie war die letzte Landesregierung unter dem Vorsitz von Landeshauptmann Ulrich Ilg und wurde im Anschluss an die Landtagswahl in Vorarlberg 1959 gebildet. Das Regierungskabinett der vierten frei gewählten Landesregierung nach der Wiedererlangung der Vorarlberger Souveränität setzte sich zusammen aus 5 Mitgliedern der Vorarlberger Volkspartei und jeweils einem Mitglied der Sozialistischen Partei und der Freiheitlichen Partei.
In seiner ersten Sitzung am 29. Oktober 1959 bestellte der 29. Vorarlberger Landtag die Regierung in ihrer neuen Zusammensetzung. Bei der vorangegangenen Landtagswahl am 18. Oktober desselben Jahres wurden erstmals nicht mehr 26, sondern 36 Sitze im Vorarlberger Landtag vergeben. Diese Veränderung brachte den drei wahlwerbenden Parteien allerdings relativ gesehen nicht sehr viel. Während die ÖVP nach der Wahl über 21, statt wie bisher über 16 Sitze verfügte, konnten die SPÖ 10 (bisher 7) und die erstmals unter diesem Namen antretende FPÖ 5 (bisher als WdU 3) Abgeordnete in den Landtag entsenden. Erstmals zogen nach der Landtagswahl auch zwei Frauen (jeweils eine von ÖVP und SPÖ) sowie Vertreter des Kleinwalsertals und des Klostertals in den Landtag ein. Die Amtszeit der Landesregierung Ilg IV endete 1964 mit der Übernahme der Regierungsgeschäfte durch die neu gewählte Landesregierung Keßler I.
Während der Amtszeit der Landesregierung Ilg IV schied am 31. Dezember 1963 der bisherige Landesstatthalter Eduard Ulmer aus dem Regierungsteam aus. Sein Nachfolger als Landesstatthalter wurde der bisherige Landesrat Gerold Ratz, welcher wiederum auf seinem Posten als Landesrat von Martin Müller beerbt wurde. Müller übernahm die Agenden des ausgeschiedenen Landesstatthalters und Ratz behielt als neuer Landeshauptmann-Stellvertreter seine bisherigen Agenden als Landesrat.

## Regierungsmitglieder
| Amt                                                     | Name           | Partei | Ressorts                                                        |
| ------------------------------------------------------- | -------------- | ------ | --------------------------------------------------------------- |
| Landeshauptmann                                         | Ulrich Ilg     | ÖVP    | Präsidium, Land- und Forstwirtschaft                            |
| Landesstatthalter ab 1. Jänner 1964                     | Gerold Ratz    | ÖVP    | Gesetzgebung, Polizei, Innere Angelegenheiten, Wohnbauförderung |
| Landesrat                                               | Elwin Blum     | FPÖ    | ohne Geschäftsbereich                                           |
| Landesrat ab 1. Jänner 1964                             | Martin Müller  | ÖVP    | Wirtschaft und Straßenbau                                       |
| Landesrat                                               | Oswald Schobel | ÖVP    | Schule und Kultus                                               |
| Landesrat                                               | Josef Schoder  | SPÖ    | Fürsorge und Gesundheitswesen, Landesanstalten                  |
| Landesrat                                               | Adolf Vögel    | ÖVP    | Finanzen, Wasser- und Hochbau                                   |
| Vorzeitig ausgeschiedene Mitglieder der Landesregierung |                |        |                                                                 |
| Landesstatthalter ausgeschieden am 31. Dezember 1963    | Eduard Ulmer   | ÖVP    | Wirtschaft und Straßenbau                                       |